# Xena straminea
Xena straminea är en tvåvingeart som beskrevs av Nartshuk 1964. Xena straminea ingår i släktet Xena och familjen fritflugor. Inga underarter finns listade i Catalogue of Life.